# Festivali i Këngës 58
Festivali i Këngës 58 (Festivali i 58-të i Këngës në Radio Televizioni Shqiptar) var den 58:e upplagan av den albanska musiktävlingen Festivali i Këngës. Tävlingen gick av stapeln mellan den 19 och 22 december 2019 med Alketa Vejsiu som programledare. Regissör för tävlingen var Vera Grabocka, som senast regisserade Festivali i Këngës 1994. I tävlingen deltog 20 artister där flertalet ställt upp tidigare. Dessa presenterades vid en presskonferens 24 oktober på Radio Televizioni Shqiptar (RTSH). Tävlingen vanns av Arilena Ara med bidraget "Shaj".

## Upplägg
Under sommaren 2019 annonserade RTSH i sina kanaler kring ansökningarna till festivalen. I oktober valdes 20 av de inskickade bidragen ut av en professionell jury. Tidigt meddelades det att Alketa Vejsiu skulle vara programledare med Vera Grabocka som regissör för tävlingen. För första gången tilläts detta år utländska kompositörer att skicka in bidrag till tävlingen. En av de utländska kompositörer som fick med bidrag i detta års upplaga är den nordmakedonske kompositören Darko Dimitrov som står bakom två bidrag. I tävlingen kommer bidragen att framföras ackompanjerade av RTSH:s orkester samt en grupp av bakgrundssångare bestående av Bledi Polena, Erinda Agolli och Margaret Radovani. 
Den 9 december släpptes de deltagande bidragen i sin helhet på Youtube.

## Deltagare
Deltagarna i festivalen valdes ut av en jury bestående av tre medlemmar: dirigenten Zhani Çiko, sångerskan Soni Malaj samt musikpedagogen Dorian Çene. Bland deltagarna i detta års tävling återfanns Elvana Gjata som senast deltog i Festivali i Këngës 42 och sedan dess blivit en av Albaniens mest kända sångerskor. Den tidigare vinnaren Olta Boka, som deltog i Eurovision Song Contest 2008 med låten "Zemrën e lamë peng" ställde upp detta år. Boka är inte den enda återvändande vinnaren av tävlingen. Albërie Hadërgjonaj, som vann Festivali i Këngës 37 1999 med låten "Mirësia dhe e vërteta", gör detta år comeback efter 13 års uppehåll. Arilena Ara, som 2012 slog igenom i X Factor Albania, ställde också upp i detta års upplaga av tävlingen vilket även hennes medtävlande i X Factor Kanita gjorde.
| Artist                       | Låt                      | Musik                      | Text                       |
| ---------------------------- | ------------------------ | -------------------------- | -------------------------- |
| Albërie Hadërgjonaj          | "Ku ta gjej dikë ta dua" | Adrian Hila                | Timo Flloko                |
| Aldo Bardhi                  | "Melodi"                 | Aldo Bardhi                | Naxhije Berisha            |
| Arilena Ara                  | "Shaj"                   | Darko Dimitrov             | Lindon Berisha             |
| Bojken Lako                  | "Malaseen"               | Bojken Lako                | Bojken Lako                |
| Devis Xherahu                | "Bisedoj me serenatën"   | Devis Xherahu              | Jorgo Papingji             |
| Eli Fara & Stresi            | "Bohem"                  | Eli Fara                   | Rozana Radi                |
| Elvana Gjata                 | "Me tana"                | Elvana Gjata               | Elvana Gjata               |
| Era Rusi                     | "Eja merre"              | Darko Dimitrov             | Naxhije Berisha            |
| Gena                         | "Shqiponja e lirë"       | Gena                       | Endrit Mumajesi            |
| Genc Tukiçi och Nadia Tukiçi | "Ju flet Tirana"         | Genc Tukiçi                | Agim Xheka                 |
| Kamela Islamaj               | "Më ngjyros"             | Kamela Islamaj             | Megi Hasani                |
| Kanita Suma                  | "Ankth"                  | Boban Apostolov            | Lindon Berisha             |
| Kastro Zizo                  | "Asaj"                   | Gramoz Kozeli, Klevis Bega | Gramoz Kozeli, Klevis Bega |
| Olta Boka                    | "Botë për dy"            | Florent Boshnjaku          | Genc Salihu                |
| Renis Gjoka                  | "Loja"                   | Renis Gjoka                | Ilir Krasniqi              |
| Robert Berisha               | "Ajo nuk është unë"      | Fifi                       | Fifi                       |
| Sara Bajraktari              | "Ajër"                   | Adrian Hila                | Adrian Hila                |
| Tiri Gjoci                   | "Me gotën bosh"          | Everest Ndreca             | Pandi Laço                 |
| Valon Shehu                  | "Kutia e Pandorës"       | Eugent Bushpepa            | Elvis Preni                |
| Uendi Mançaku                | "Ende"                   | Uendi Mançaku              | Endrit Mumajesi            |

### Återkommande artister
Flertalet artister i detta års upplaga har deltagit vid tidigare tillfällen. I listan nedan listas de artister som ställt upp i tävlingen tidigare. Bland deltagarna finns två tidigare vinnare: Albërie Hadërgjonaj (vann 1999) och Olta Boka (vann 2007). 
| Artist              | Tidigare år                                    | Placering (vid tidigare tillfällen) | Placering (2019) |
| ------------------- | ---------------------------------------------- | ----------------------------------- | ---------------- |
| Albërie Hadërgjonaj | 1995, 1997, 1998, 2005, 2006                   | †, †, 1, †, 11                      | TBD              |
| Bojken Lako         | 1999, 2001, 2009, 2011, 2012, 2014, 2017, 2018 | †, †, 6, 10, 8, 2, †, 9             | TBD              |
| Devis Xherahu       | 2007                                           | 17                                  | TBD              |
| Elvana Gjata        | 2003                                           | UT                                  | TBD              |
| Era Rusi            | 2005, 2008, 2009                               | 2, 15, 18                           | TBD              |
| Genc Tukiçi         | 2015, 2017                                     | †, UT                               | TBD              |
| Kamela Islamaj      | 2009, 2010, 2011                               | 3, 10, 6                            | TBD              |
| Olta Boka           | 2007                                           | 1                                   | TBD              |
| Renis Gjoka         | 2013, 2015                                     | 9, 9                                | TBD              |
| Tiri Gjoçi          | 2012, 2016, 2017                               | UT, UT, †                           | TBD              |
| Valon Shehu         | 2012                                           | 15                                  | TBD              |